# Ariana Geerlings
Ariana Geerlings Martinez (* 1. September 2005) ist eine spanische Tennisspielerin.

## Karriere
Geerlings spielt vor allem auf der ITF Women’s World Tennis Tour und konnte dort bislang sechs Titel im Einzel gewinnen.
2022 erhielt sie im Juli eine Wildcard für das Hauptfeld im Einzel des mit 60.000 US-Dollar dotierten Open Arcadis Brezo Osuna, wo sie in der ersten Runde gegen María Herazo González mit 3:6 und 2:6 verlor.
2023 stand sie im November im ersten Einzelfinale auf der ITF-Tour in Castellon, das sie gegen Ángela Fita Boluda mit 4:6 und 6:75 knapp verlor. Anschließend erreichte sie beim mit 100.000 US-Dollar dotierten Open Ciudad de Valencia mit einem 6:4 und 6:0-Sieg über Nuria Brancaccio das Achtelfinale, wo sie dann aber Katarzyna Kawa mit 2:6 und 2:6 unterlag.
2024 erhielt sie nach dem Gewinn ihrer ersten beiden Einzeltitel auf ITF-Ebene im April eine Wildcard für die Qualifikation zum Hauptfeld im Dameneinzel der Mutua Madrid Open, ihrem ersten Turnier auf der WTA Tour.

## Turniersiege

### Einzel
| Nr. | Datum             | Turnier                    | Kategorie | Belag     | Finalgegnerin              | Ergebnis        |
| --- | ----------------- | -------------------------- | --------- | --------- | -------------------------- | --------------- |
| 1.  | 7. April 2024     | Telde                      | ITF W15   | Sand      | Caroline Werner            | 2:6, 7:5, 7:5   |
| 2.  | 14. April 2024    | Telde                      | ITF W15   | Sand      | Leonie Küng                | 6:1, 6:1        |
| 3.  | 19. Mai 2024      | Kuršumlijska Banja         | ITF W15   | Sand      | Anja Stanković             | 7:62, 6:72, 6:4 |
| 4.  | 1. September 2024 | Monastir                   | ITF W15   | Hartplatz | Lamis Alhussein Abdel Aziz | 6:4, 6:1        |
| 5.  | 1. Juni 2025      | Bol                        | ITF W35   | Sand      | Georgia Crăciun            | 6:2, 6:2        |
| 6.  | 27. Juli 2025     | Las Palmas de Gran Canaria | ITF W15   | Sand      | Nahia Berecoechea          | 6:4, 6:2        |